# 桜尾村
桜尾村（さくらおむら）は、かつて岐阜県山県郡にあった村である。
昭和の大合併で山県郡高富町の一部となり、現在は山県市の一部に該当する。
村名は、合併した3つの村に由来する。伊佐美村の「佐」、椎倉村の「倉」、赤尾村の「尾」を取って佐倉尾（さくらお）とし、「さくら」を桜の漢字に変更した合成地名である。尚、かつては桜を櫻と表記していた。

## 歴史
- 江戸時代末期、こ地域は美濃国山県郡であり、天領であった。
- 1897年（明治30年）4月1日 - 伊佐美村、椎倉村、赤尾村が合併し発足。
- 1955年（昭和30年）4月1日 - 高富町、富岡村、梅原村、大桑村と合併し、改めて高富町が発足。同日桜尾村廃止。

## 教育
- 桜尾村立桜尾小学校 （現・山県市立桜尾小学校）
- 組合立大桜中学校[1] （1971年に高富中学校と統合。現・山県市立高富中学校）

## 神社・寺院
- 済照寺
- 広福寺
- 伊佐美不動
- 勝軍神社
- 牛臥神社